# 沃爾萊克鎮區 (愛荷華州索克縣)
沃爾萊克鎮區（英語：Wall Lake Township）是位於美國愛荷華州索克縣的一個行政鎮區。

## 地方資料
根據2010年美國人口普查的數據，沃爾萊克鎮區的面積為94.17平方千米，當中陸地面積為91.36平方千米，而水域面積為3.79平方千米。當地共有人口1309人，而人口密度為每平方千米13.9人。